# Slave (canción)
«Slave» —en español: «Esclavo»— es una canción de la banda británica de rock The Rolling Stones, que se encuentra incluida en el disco Tattoo You de 1981

## Historia y grabación
Compuesta por Keith Richards y Mick Jagger, la canción fue grabada originalmente durante las sesiones de disco Black and Blue en el año 1975, luego de la partida del entonces guitarrista de la banda Mick Taylor; para sustituir a este, The Rolling Stones probaron varios candidatos, Jeff Beck fue uno de ellos y participa en esta canción, aunque finalmente sería borrado su aporte en la última toma de la misma.
Otros músicos que intervinieron en el tema fueron Pete Townshend de la banda The Who, Billy Preston en el órgano y el saxofonista de jazz Sonny Rollins quien también interviene en otra pieza del álbum: «Waiting on a Friend».
La canción fue grabada en el estudio móvil de The Rolling Stones en Róterdam, Países Bajos, en Pathé Marconi Studios en París, Francia y en los Atlantic Studios de Nueva York, Estados Unidos.

## Personal
Acreditados:
- Mick Jagger: voz
- Keith Richards: guitarra eléctrica.
- Charlie Watts: batería.
- Bill Wyman: bajo.
- Ron Wood: guitarra eléctrica.
- Billy Preston: órgano.
- Sonny Rollins: saxofón.
- Pete Townshend: coros.